# Turinsk
Turinsk (rusky Туринск) je město ve Sverdlovské oblasti v Ruské federaci. Při sčítání lidu v roce 2010 měl bezmála osmnáct tisíc obyvatel.

## Poloha a doprava
Turinsk leží v západní části Západosibiřské roviny na pravém břehu Tury, levého přítoku Tobolu v povodí Obu. Od Jekatěrinburgu, správního střediska oblasti, je vzdálen přibližně 250 kilometrů severovýchodně.
Od roku 1916 vede přes Turinsk železniční trať z Jekatěrinburgu do Tavdy.

## Dějiny
Turinsk vznikl v roce 1600 jako ostrog na trase pozdějšího Sibiřského traktu. Od roku 1689 je městem. V letech 1836 až 1842 zde ve vyhnanství pobýval děkabrista Nikolaj Vasiljevič Basargin.
| Rok  | Počet obyvatel |
| ---- | -------------- |
| 1897 | 3167           |
| 1926 | 4500           |
| 1939 | 10 444         |
| 1959 | 18 838         |
| 1970 | 22 216         |
| 1979 | 22 899         |
| 1989 | 23 189         |
| 2002 | 19 313         |
| 2010 | 17 925         |

zdroj: sčítání obyvatel (rok 1926 údaj zaokrouhlen)